# 46-я улица — Блисс-стрит (линия Флашинг, Ай-ар-ти)
|   |     |     |     |   |
| · | · л | · э | · л | · |

|   |     |     |     |   |
| · | · л | · э | · л | · |

«46-я улица — Блисс-стрит» (англ. 46th Street–Bliss Street) — станция Нью-Йоркского метрополитена, расположенная на линии Флашинг, Ай-ар-ти. Станция находится в Саннисайде, Куинс, на пересечении 46-й улицы и Куинс-бульвара. На станции останавливается маршрут 7 (круглосуточно). Станцию проходит без остановки маршрут <7> (в часы пик в пиковом направлении).
Станция имеет эстакадное расположение, и открыта 21 апреля 1917 года в составе третьей очереди линии Флашинг, Ай-ар-ти. Она расположена на трёхпутном её участке и состоит из двух боковых платформ, обслуживающих только внешние локальные пути. Эта станция — самая восточная, которая располагается на Куинс-бульваре. Далее, в направлении к Флашинг — Мейн-стрит, метроэстакада поворачивает на Рузвельт-авеню.
По всей своей длине платформы оборудованы навесом, который поддерживается зелёными колоннами и высоким бежевым сплошным забором. В навес вмонтирована система освещения, а на колоннах и на стене расположены стандартные таблички с названием станции: белая надпись на чёрном фоне.
Станция имеет два вестибюля. Основной находится с западного конца платформ, со стороны Манхэттена. Он представлен типовым эстакадным мезонином — аналогом турникетного зала для подземных станций: специальным эстакадным помещением, в котором располагается турникетный павильон. На этой станции мезонин встроен в монолитную конструкцию метроэстакады, в то время как на большинстве других эстакадных станций он располагается под путями линии в качестве независимого сооружения, обустроенного на опорах эстакады. Из мезонина в город ведут четыре лестницы — ко всем углам перекрёстка 46-й улицы с Куинс-Бульваром. Стоит отдельно отметить, что через этот мезонин пассажиру не удастся сделать бесплатный переход между платформами.
Второй выход расположен с противоположного конца станции, а его турникетный зал представлен только полноростовыми турникетами. Из турникетного зала на улицу ведут две лестницы (к перекрёстку Куинс-Бульвара и 47-й улицы). В отличие от основного, этот выход оборудован залом ожидания, что позволяет пассажиру при необходимости совершить переход между платформами противоположных направлений.
Отличительной особенностью оформления этой станции являются витражные композиции, размещённые как на самих пассажирских платформах, так и в мезонине станции, где они органично заменяют обычные стеклопакеты. Сами витражи имеют вполне конкретные очертания: на них изображены различные образы, проиллюстрированные в детских книгах Юми Хо, создателя витражных композиций и инициатора их размещения в метро.
В 1998 году часть названия — Блисс-стрит (англ. Bliss Street) — была убрана. Решение о восстановлении этой исторической части названия было принято в 2004 году, и с тех пор оно постоянно используется. Аналогичные изменения затронули две следующие станции.
До 1949 года эта часть линии Флашинг (Ай-ар-ти) использовалась двумя компаниями — Ай-ар-ти (англ. IRT) и Би-эм-ти (англ. BMT), вместе со станциями линии Астория (Би-эм-ти). Некоторое время платформы станции даже были разделены на две части, каждая из которых обслуживала поезда только одной компании. Подобный режим работы был характерен для всех станций «двойного использования».

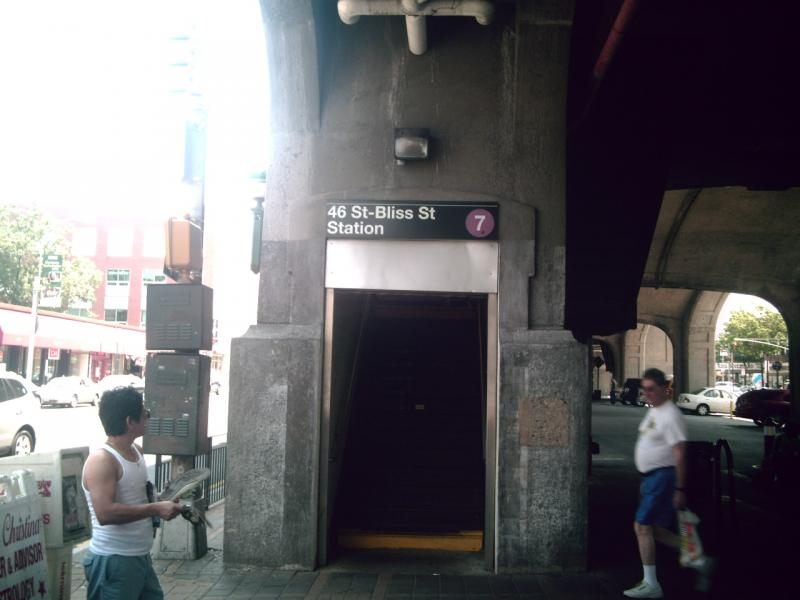
Один из входов на станцию, встроенный в колонну эстакады
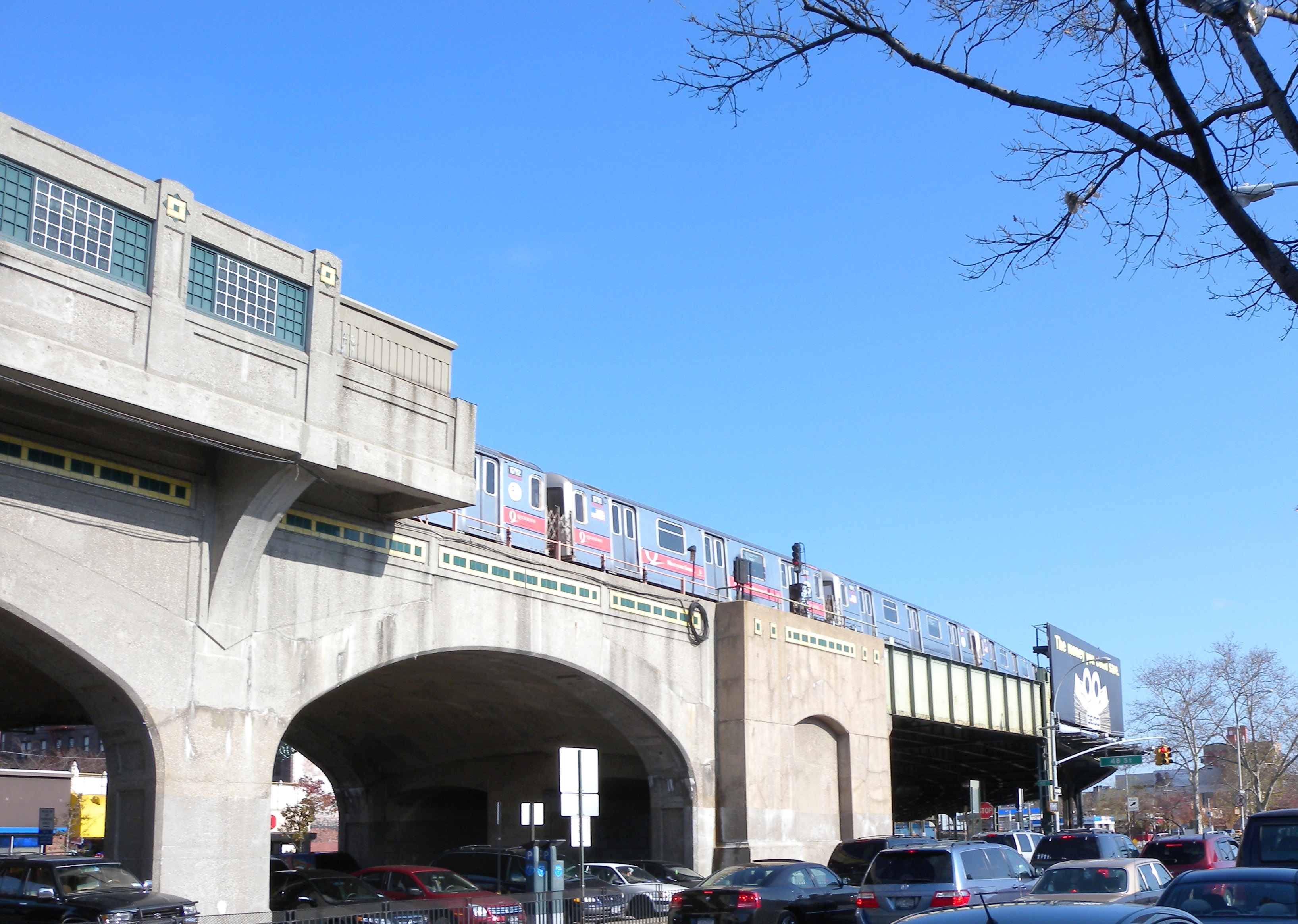
Поезд отправляется со станции в направлении к Флашинг — Мейн-стрит